# Greencastle Tarn
Der Greencastle Tarn ist ein See in Cumbria, England. Er liegt nördlich des Cross Fell. Er hat zwei unbenannte Zuflüsse an seiner Südseite. Der Middle Gill bildet seinen Abfluss an der Nordseite.